# 等圧面
等圧面（とうあつめん）は、気象学において大気中に想定する気圧が一定である面。
航空機の場合を考えよう。航空機は離陸したのち、ある一定の高度に達してから水平飛行を始める。すなわち、この状態では航空機は水平面とほぼ平行で飛行している。また、いまこの航空機が飛行している高度の気圧を500hPaで一定としよう。 するとこの航空機は気圧が一定である面を飛行していることになる。このように、気圧が一定である面を等圧面といい、この等圧面の高さを等圧面高度という。また、この等圧面の等しい等圧面高度を結んだ線を等高線という。気圧が一定な面における気圧分布を示した天気図を等圧面天気図とよび、高層天気図がまさにこの等圧面天気図を使用している。通常高気圧では気圧が高くなり、低気圧では気圧が低いことが知られている。よって等圧面も高気圧では高く、低気圧では低いのである。等圧面の起状は約1/10000であるので、ほぼ水平面に平行だということが分かる。